# Paraliparis nigellus
Paraliparis nigellus és una espècie de peix pertanyent a la família dels lipàrids.

## Descripció
- Fa 13,6 cm de llargària màxima.
- Nombre de vèrtebres: 73.
- Peritoneu de color negre.[4]

## Hàbitat
És un peix marí i batidemersal que viu entre 1.950 i 2.107 m de fondària.

## Distribució geogràfica
Es troba a l'Atlàntic nord-oriental.

## Observacions
És inofensiu per als humans.